# Хен-энд-Чикенс
Хен-энд-Чикенс, Хен и Чикенс (англ. Hen and Chickens Islands, буквально — «Курица и Цыплята») — маленький необитаемый архипелаг восточнее полуострова Окленд в заливе Брим, административно относится к региону Нортленд.

## География
Архипелаг находится примерно в 40 км юго-восточнее Фангареи.
- Главный остров («Курица») — Хен (Таранга) (Hen (Taranga)), (35°57′36″ ю. ш. 174°42′36″ в. д.HGЯO) площадью 4,7 км2 (2 кв. миль) и высотой 417 м (1368 футов) над уровнем моря, представляет собой остатки вулкана.

- Второй по величине остров — («Большой цыплёнок») или Моту-Мука (Lady Alice Island) (35°53′24″ ю. ш. 174°43′30″ в. д.HGЯO) площадью 1,4 км2 (0,54 кв. миль).

- Третий по величине остров — «Средний цыплёнок», или Фатупуке (Whatupuke) (35°53′24″ ю. ш. 174°45′10″ в. д.HGЯO), имеет площадь 1 км2 (0,39 кв. миль) и высоту 234 м (768 фута) над уровнем моря.

- Остров Коппермайн (Coppermine Island) (35°53′24″ ю. ш. 174°46′20″ в. д.HGЯO) площадью 0,75 км2 (0,29 кв. миль).

- В 3 км к югу от Хена находится скала Сэйл-Рок («Скала-Парус») (Sail rock) (36°00′07″ ю. ш. 174°41′51″ в. д.HGЯO), являющаяся заметным объектом при навигации для яхт.

- Мурифенуа и Варе Варе (Muriwhenua and Wareware) — две маленькие скалы имеют общую площадь 0,03 км2 (0,01 кв. миль).

- Скала Мауитаха (Mauitaha) (35°52′58″ ю. ш. 174°41′47″ в. д.HGЯO) площадью 0,20 км2 (0,08 кв. миль) и высотой 125 м (410 футов) над уровнем моря.

На островах встречаются редкие виды флоры. Несколько из них эндемичны, многие, кроме самого архипелага, встречаются лишь на небольших территориях Северного острова или окружающих островах.
В 40 км восточнее расположен маленький архипелаг Мокохинау, также ареал редких видов флоры и фауны, а к юго-востоку — сравнительно крупные острова Аотеа и Хаутуру.